# Ала-Букинский район
Ала-Букинский район (кирг. Алабука району) — административная единица Джалал-Абадской области Кыргызстана. Административный центр — село Ала-Бука.

## История
Ала-Букинский район с центром в селе Ала-Бука образован 2 сентября 1936 года в составе Киргизской АССР, с декабря 1936 года — Киргизской ССР. В 1938—1939 годах входил в состав Джалал-Абадского округа, с 21 ноября 1939 года — Джалал-Абадской области.
С передачей Джалал-Абадской области в состав Ошской области 27 января 1959 года. На основании Постановления Верховного Совета Киргизской ССР № 263-XII от 14 декабря 1990 года была образована Джалал-Абадская область путем деления территорий Ошской области. В состав вновь образованной Джалал-Абадской области вошли города а также районы: (Сузакский, Ленинский, Ала-Букинский, Чаткальский)

## География
Район расположен на северо-западе Джалал-Абадской области на границе с 4 районами (Янги-Курганский, Касансайский, Чустский, Папский) Наманганской области Узбекистана.
Состоит из двух частей, разделённых участком Чаткальского района, глубоко вдающимся в сторону границы с Узбекистаном.
В Ала-Букинском районе имеются многочисленные россыпные месторождения золота по реке Терексай, месторождение золота и меди — Бозымчак, месторождение сурьмы — Кассан.

## Население
По данным переписи населения Кыргызстана 2015 года, общее население составляет 104 518 жителей: киргизы — 90 628 человек или 89,3 %, узбеки — 7341 человек или 6,1 %, таджики — 6549 человек или 4,6 %.

## Административно-территориальное деление
С 1 апреля 2024 года произошли ряд изменений в административном делении районе. Ак-Тамскский и Ак-Коргонский айыльные округа были объединены с центром в с. Ак-Там с названием Т.Балтагуловский айыльный округ.
Ала-Букинский и бывший Т.Балтагулов айыльные округи были объединены в один Ала-Букинский айыльный округ с центром в Ала-Буке.
А также, Кок-Ташский и Кок-Серекский айыльные округа были объединены в один центром в с. Тенги.  В состав Ала-Букинского района входят 8 айыльных (сельских) округов (аймаков), в которых расположены 42 сельских населённых пункта:
1. Ак-Коргонский айылный аймак — с. Ак-Коргон (центр), Сафедбулан, Падек, Баястан;
2. Ак-Тамский айылный аймак — с. Ак-Там (центр), Джапа-Салды, Кызыл-Ата;
3. Ала-Букинский айылный аймак — с. Ала-Бука (центр), Достук, Сапалак, Сары-Талаа;
4. Кек-Серекский айылный аймак — с. Тенги (центр), Ак-Тайлак, Бирлешкен, Кош-Болот, Сара-Кол, Телеке;
5. Кек-Ташский айылный аймак — с. Кек-Таш (центр), Булак-Башы, Джалгыз-Орюк, Кулпек-Сай, Орто-Суу, Чон-Сай;
6. Оруктунский айылный аймак — с. Орукту (центр), Кенкол, Орто-Токой, Орукту-Сай, Чолок-Тума;
7. Первомайский айылный аймак — с. Айры-Там (центр), Ак-Башат, Алма-Бель, Джаны-Шаар, Кара-Ункюр, Ажек, Совет-Сай;
8. Торогелди Балтагуловский айылный аймак — с. Ызар (центр), Баймак, Кашкалак, Келте, Кош-Алмурут, Кош-Терек, Кажар.

## Достопримечательности
На территории района расположен историко-архитектурный комплекс Шах-Фазиль.